# NGC 1431
NGC 1431 is een lensvormig sterrenstelsel in het sterrenbeeld Stier. Het hemelobject werd op 6 september 1864 ontdekt door de Duitse astronoom Albert Marth.

## Synoniemen
- PGC 13732
- UGC 2845
- MCG 0-10-17
- ZWG 391.33
- NPM1G +02.0129